# Самець (притока Витхли)
Самець — річка в Україні у Хмільницькому районі Вінницької області. Права притока річки Витхли (басейн Південного Бугу).

## Опис
Довжина річки 9 км, площа басейну водозбору 34,0 км, найкоротша відстань між витоком і гирлом — 9,72 км, коефіцієнт звивистості річки — 1,13. Формується багатьма безіменними струмками та загатами.

## Розташування
Бере початок у селі Сміла. Тече переважно на південний схід через село Петриківці, понад селом Чепелі і на північно-східній околиці села Тараски впадає в річку Витхлу, ліву притоку Сниводи.

## Цікаві факти
- У селі Петриківці річку перетинає автошлях Р31[2] (автомобільний шлях регіонального значення на території України. Проходить територією Житомирської і Вінницької областей), а біля села Тараски — автошлях Т 0238[2] (автомобільний шлях територіального значення у Вінницькій області. Пролягає територією Козятинського та Хмільницького районів через Махнівка—Уланів).
- У XIX столітті у селі Сміла у верхів'ї річки існували вітряний та водяний млини, а в пригирловій частині — декілька водяних млинів[3].